# Caractérisation (mathématiques)
Pour les articles homonymes, voir Caractérisation.
En langage mathématique, la caractérisation d'un objet {\displaystyle X} par une propriété {\displaystyle P} signifie que d'une part {\displaystyle X} vérifie {\displaystyle P}, d'autre part {\displaystyle X} est le seul objet à vérifier {\displaystyle P}. 
Caractériser un objet {\displaystyle X}, c'est en trouver une définition assez générale pour être vraie, mais assez précise pour ne pas englober d'autres objets. En d'autres termes, la propriété {\displaystyle P} est nécessaire et suffisante :

## Exemples
- La fonction exponentielle est caractérisée comme l'unique fonction réelle qui vaut 1 en 0 et qui est égale à sa dérivée.
- Parmi les lois de probabilité sur l'intervalle [0, +∞[ de la droite réelle, sans mémoire caractérise les lois exponentielles. Cette affirmation signifie que les lois exponentielles sont les seules lois de probabilité à être sans mémoire.
- Selon le théorème de Bohr-Mollerup, parmi les fonctions f définies sur ]0, +∞[ telles que f(1) = 1 et x f(x) = f(x + 1) pour tout x > 0, la log-convexité caractérise la fonction gamma. Cela signifie que parmi ces fonctions f, la fonction gamma est la seule pour laquelle log ∘ f est une fonction convexe.
- Le cercle peut être caractérisé comme une variété à une dimension, compacte et connexe ; ici la caractérisation, en tant que variété lisse est à un difféomorphisme près.